# VR H11
In der VR-Baureihe H11 sollten insgesamt 20 Dampflokomotiven der Achsfolge 2'C zusammengefasst werden, welche die finnische Staatsbahn Valtionrautatiet (VR) 1941 den schwedischen Statens Järnvägar (SJ) abgekauft hatte. Im neuen Baureihenschema von 1942 wurden diese Lokomotiven, den ursprünglichen schwedischen Baureihen entsprechend, auf die Baureihen Hr2 und Hr3 aufgeteilt.
Es handelte sich dabei um Lokomotiven folgender Baureihen:
- (VR H11) 1900–1906: SJ Ta, ab  1942 als Hr2 bezeichnet
- (VR H11) 1907–1919: SJ Tb, ab 1942 als Hr3 bezeichnet